# Pleurogonium magnum
Pleurogonium magnum là một loài chân đều trong họ Paramunnidae. Loài này được Vanhöffen miêu tả khoa học năm 1914.